# Tintomara
Tintomara er en dansk film fra 1970.
Manuskript og instruktion af Hans Abramson efter en roman af C.J.L. Almquist (1793-1866).
Blandt de medvirkende kan nævnes:
- Britt Ekland
- Eva Dahlbeck
- Jørgen Kiil
- Bent Mejding
- Torben Hundahl
- Hardy Rafn
- Rita Angela
- Poul Glargaard